# 하노이 신부

《하노이 신부》는 SBS에서 2005년 9월 19일에 방송된 추석 특집 드라마이다.
이 드라마는 베트남으로 의료봉사를 떠난 청년의사 은우와 베트남의 동시통역 여대생 리티브의 사랑을 통해 신라이따이한의 문제를 다뤘으며, 또한 농촌 총각과 베트남 처녀의 결혼 등 사회 문제를 다뤘다.

## 출연진

### 주요 인물
- 이동욱 : 박은우 역 - 수련의
- 김옥빈 : 리티브 역 - 베트남 처녀
- 이원종 : 박석우 역 - 은우의 형
- 유혜정 : 송일란 역
- 이순재 : 일란의 아버지 역
- 강부자 : 은우의 어머니 역
- 김석옥 : 일란의 어머니 역
- 조향기 : 양미리 역
- Thu Que : 응아 역
- 박지은 : 하 역
- Quynh Tu : 흐엉 역
- Bach Dien : 농부 역

### 우정 출연
- 이광기 : 이선생 역
- 서경석 : 여관 주인 역
- 정준하 : 건달 역

## 이모저모
- 《하노이 신부》 DVD에는 한글, 영어 자막과 함께 국내 최초로 베트남어 자막이 수록됐다. 또한 방영할 때 삭제되었던 5분가량의 영상이 추가됐으며, 리티브의 언니로 출연한 베트남 배우 ‘투 게(Thu Que)’와 코미디언 ‘바흐 리엔(Bach Dien)’ 등의 모습과 우정출연한 서경석, 정준하, 그리고 베트남에 적응하는 주인공들과 촬영팀의 이야기를 담아냈다.[2][3]
- 《하노이신부》는 베트남의 하노이와 하롱베이의 아름다운 풍광, 이동욱의 안정된 연기와 김옥빈의 진짜 베트남 처녀같은 신선한 모습 등 배우들의 연기력이 큰 화제를 모으며, 방영 이후 포털사이트의 드라마 검색순위 수위를 차지했다.[4] 이에 고무된 SBS는 이례적으로 방영된 지 얼마 지나지 않은 2005년 10월 3일에 재방영했다.[2][3]

## 수상
- 제 40회 휴스턴 국제 필름 페스티벌 TV특집드라마(Special-Dramatic) 부문 대상[5]